# Abakanowo (rejon wołogodzki)
Abakanowo (ros. Абаканово) – wieś w Rosji, w rejonie wołogodzkim obwodu wołogodzkiego. W 2010 r. liczyła 2 mieszkańców.